# Shabab Oman II
Le Shabab Oman II (ou RNOV Shabab Oman II) est un trois-mâts carré du sultanat d'Oman. Il sert de navire-école et forme des cadets de la Marine omanaise en remplacement du Shabab Oman en fin de carrière.
Comme le Shabab Oman, le Shabab Oman II constitue une vitrine culturelle et représentative du sultanat d'Oman dans le monde.

## Caractéristiques

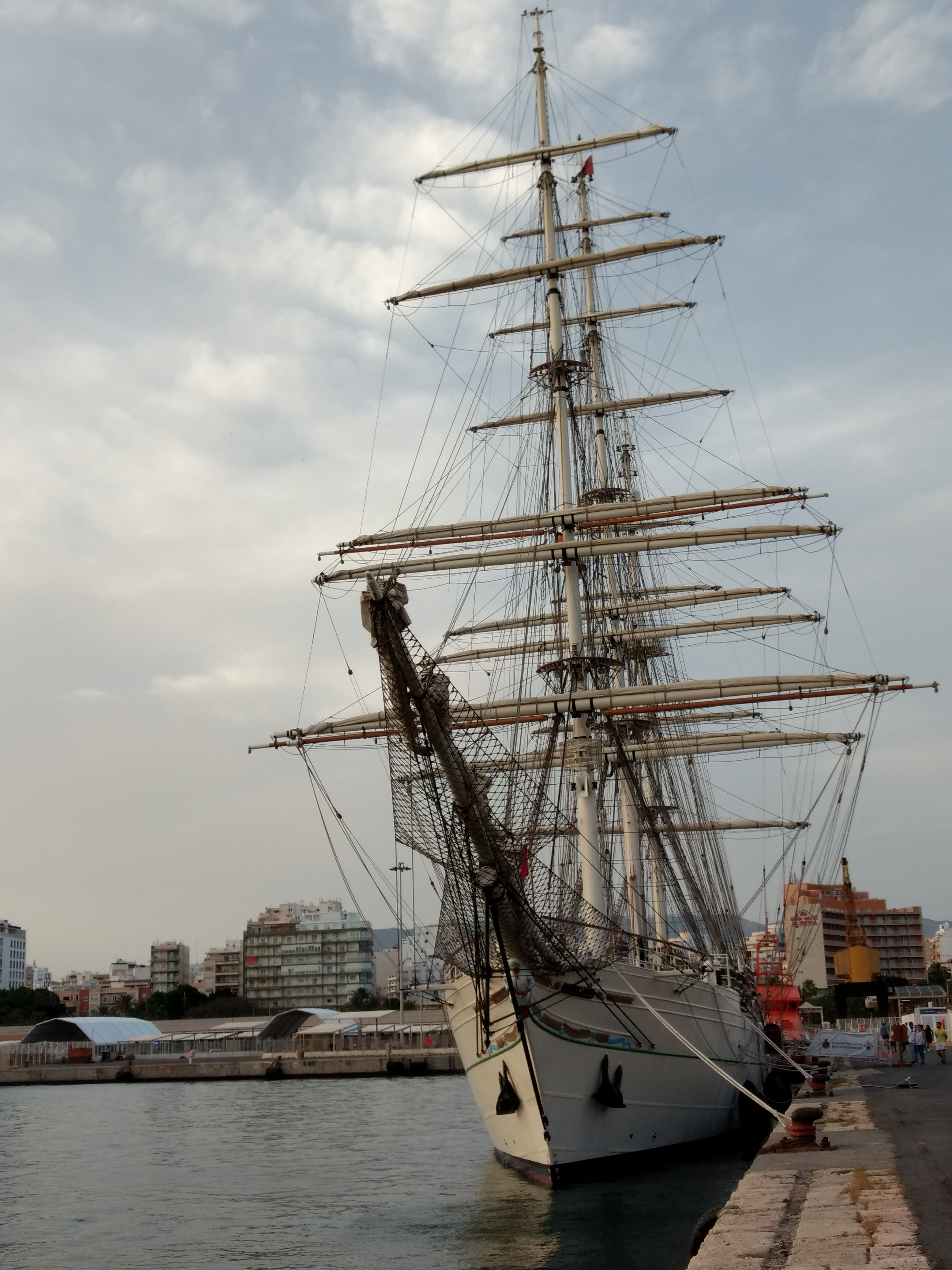
Le Shabab Oman II à Almeria en 2017. On observe bien la coque en V et les extensions de vergues pour mettre en place des bonnettes

Le navire mesure 85,8 m de long pour un maitre-bau de 11,1m et un tirant-d'eau de 5,4 m. Le navire est un trois-mâts carré équipé de 34 voiles qui forme une surface de 2 630 m2. Le navire présente plusieurs particularités, tout d'abord des extensions de vergues permettent d'équiper le navire de bonnettes. Ensuite le navire dispose de mâts très haut portant de nombreuses voiles : Le grand-mât mesure 51,2 m, il est l'un des plus hauts mâts de la marine à voile.
Le navire est équipé de 23 voiles carrés et de 10 voiles triangulaires (4 focs et 6 voiles d'étais) et d'une brigantine.  La  surface imposante de voile d'une part, et la forme en V de la coque métallique d'autre part, permet au navire d'atteindre une vitesse de 13 nœuds sous voiles avec des pointes à 18 nœuds, ce qui en fait un grand-voilier très rapide. Deux moteurs auxiliaires peuvent être sollicité en absence de vent, lors des manœuvres de port ou de sécurité.

Comme le Shabab Oman I, le Shabab Oman II portent l'emblème du sultanat d'Oman : deux cimeterres rouges croisées et le poignard cérémoniel (khunjar), ce qui permet d'identifier facilement le navire sous voiles.

Armoiries du sultanat d'Oman visibles sur les voiles

Les quartiers de logements se répartissent sur trois ponts, permettant d'accueillir 54 membres d'équipage et 36 stagiaires. Le navire possède aussi des installations réservées aux femmes et 4 cabines VIP.

### Tableau du gréement
| | Mât de misaine          |                  | Grand-mât     |                  | Mât d'Artimon              |            |
| --- | ----------------------- | ---------------- | ------------- | ---------------- | -------------------------- | ---------- |
| 4 focs | 3x2 bonnettes           | 3 voiles d'étais |               | 2 voiles d'étais |                            | Brigantine |
| 4 focs | Contre-cacatois         | 3 voiles d'étais |               | 2 voiles d'étais |                            | Brigantine |
| 4 focs | Cacatois                | 3 voiles d'étais | Cacatois      | 2 voiles d'étais | Cacatois                   | Brigantine |
| 4 focs | Perroquet               | 3 voiles d'étais | Perroquet     | 2 voiles d'étais | Perroquet                  | Brigantine |
| 4 focs | Hunier volant           | 3 voiles d'étais | Hunier volant | 2 voiles d'étais | Hunier volant              | Brigantine |
| 4 focs | Hunier fixe             | 3 voiles d'étais | Hunier fixe   | 2 voiles d'étais | Hunier fixe                | Brigantine |
| 4 focs | Grande voile de misaine | 3 voiles d'étais | Grand-voile   | 2 voiles d'étais | (Grande voile d'artimon)** | Brigantine |
| * 32 voiles sur les 34 citées en source sont identifiées dans ce tableau ** La grande voile de misaine n'est pas équipée (en 2017) sur la grande vergue de misaine |                         |                  |               |                  |                            |            |

## Historique
Le Shabab Oman II remplace le Shabab Oman en fin de service. Le navire a bénéficié des technologies modernes lors de sa conception qui a duré 6 mois, la construction du navire commence début 2013 dans les chantiers du constructeur hollandais Damen Shipyards situé à Galati en Roumanie,. Puis une deuxième phase de construction débute le 22 novembre 2013  le navire, partiellement achevé, est mis à l'eau, prend la mer et rejoint les ateliers Damen Shipyards situé à Flessingue aux Pays-Bas.
Le navire est lancé le 7 mai 2014 et livré à la Marine royale d'Oman le 12 septembre 2014.
En octobre et novembre 2015, le navire entame son premier voyage international dans la péninsule arabe (Koweït, Arabie saoudite, Qatar et Émirats arabes unis) qui associe les forces armées omanaises avec des cadets de nombreuses origines : arabe, anglaise, hollandaise, allemande, hongroise, tchèque, australienne, uruguayenne, sud-africaine et canadienne.
Le 24 novembre 2015, le Shabab Oman II part de Mascate pour Cochin en Inde en compagnie du Tarangini. Les deux navires arrivent après 10 jours de navigation, le 3 décembre 2015, pour participer au 60e anniversaire des relations diplomatiques entre l'Oman et l'Inde.

## Navigation

### 2017
Durant l'été 2017, le navire participe aux trois courses des Tall Ships' Races en Mer Baltique dans la catégorie A, le navire finit :
- 8e sur 9 navires dans la 1re régate entre Halmstad (Suède) et Kotka (Finlande),
- 11e sur 18 navires dans la 2e régate entre Turku (Finlande) et Klaipėda (Lituanie),
- et 8e sur 18 navires lors de la dernière course entre Klaipėda (Lituanie) et Szczecin (Pologne)[3].

La même année, le Shabab Oman II poursuit sa représentation aux Grandes Voiles du Havre du 31 août au 3 septembre 2017.

### 2019
Le navire participe à l'Armada 2019 à Rouen.

## Programme pour la paix et le dialogue culturel durable
Le programme du grand voilier-école omanais pour les jeunes (Safinat Shabab Oman) pour la paix et le dialogue culturel durable est inscrit sur la liste représentative du patrimoine culturel immatériel de l'humanité par l'UNESCO en 2024.